# Welsh Newton
Welsh Newton – wieś w Anglii, w hrabstwie Herefordshire. Leży 23 km na południe od miasta Hereford i 184 km na zachód od Londynu.